# Altamonte Springs
Altamonte Springs är en stad i Seminole County i östra Florida, USA. Staden hade 41, 469 invånare (2010). Altamonte är spanska och betyder "höga bergen".